# Zanthojoppa trilineata
Zanthojoppa trilineata är en stekelart som beskrevs av Cameron 1901. Zanthojoppa trilineata ingår i släktet Zanthojoppa och familjen brokparasitsteklar. Inga underarter finns listade i Catalogue of Life.